# Manila Rough Riders
I Manila Rough Riders sono una squadra di football americano di Manila, nelle Filippine; hanno vinto il titolo nazionale nel 2016-17.

## Dettaglio stagioni

### Tornei nazionali

#### Campionato

##### PAFL
| Stagione | regular season | regular season | regular season | regular season | regular season | regular season | playoff | playoff | playoff | playoff | playoff | playoff   | playoff         |
|          | Vin            | Par            | Per            | Tot            | PF             | PS             | Vin     | Per     | Tot     | PF      | PS      | risultato | avversaria      |
| -------- | -------------- | -------------- | -------------- | -------------- | -------------- | -------------- | ------- | ------- | ------- | ------- | ------- | --------- | --------------- |
| 2016-17  | 4              | 0              | 0              | 4              | 118            | 34             | 2       | 0       | 2       | 44      | 40      | Campioni  | Manila Wolfpack |
| Totale   | 4              | 0              | 0              | 4              | 118            | 34             | 2       | 0       | 2       | 44      | 40      |           |                 |

Fonti: Enciclopedia del Football - A cura di Roberto Mezzetti

### Riepilogo fasi finali disputate
| Anno            | Luogo | Evento | Fase del torneo | Incontro                              | Risultato |
| 28 gennaio 2017 |       | PAFL   | Finale          | Manila Rough Riders - Manila Wolfpack | 22 - 20   |

## Palmarès
- 1 Campionato filippino[2] (2016-17)